# Giovanni Battista Innocenzo Colombo

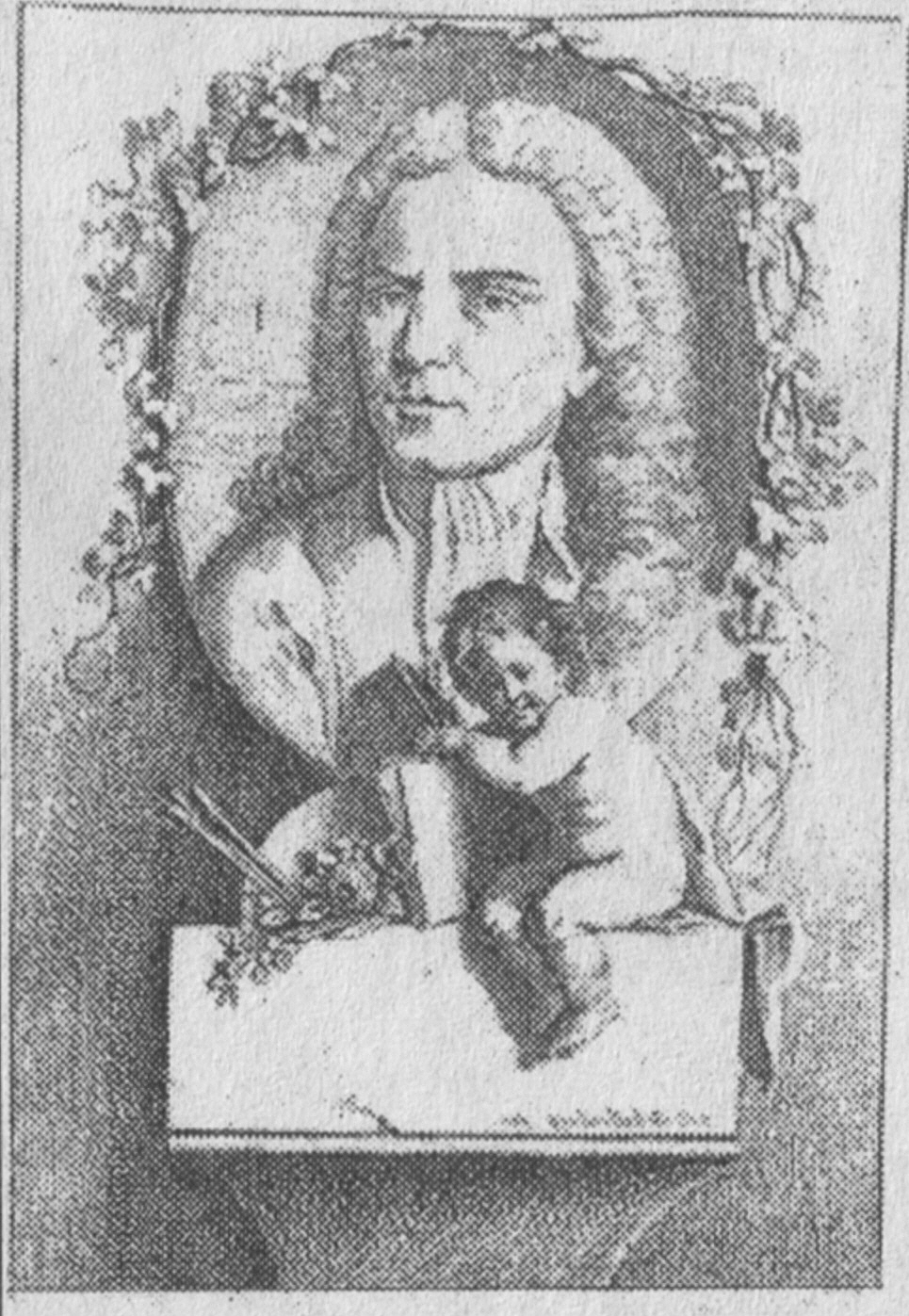
Giovanni Battista Innocenzo Colombo

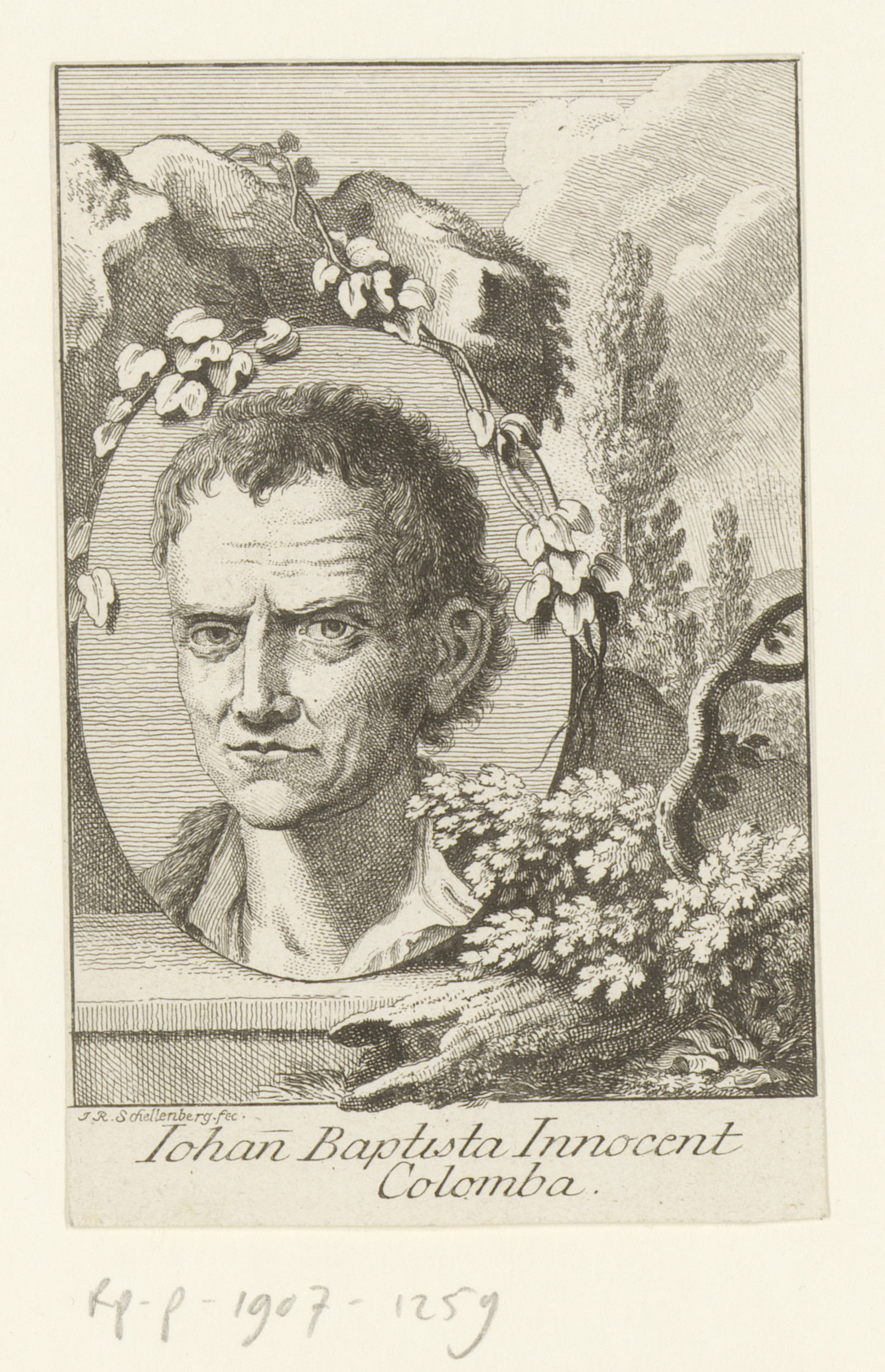
Portrait von Giovanni Battista Innocenzo Colombo

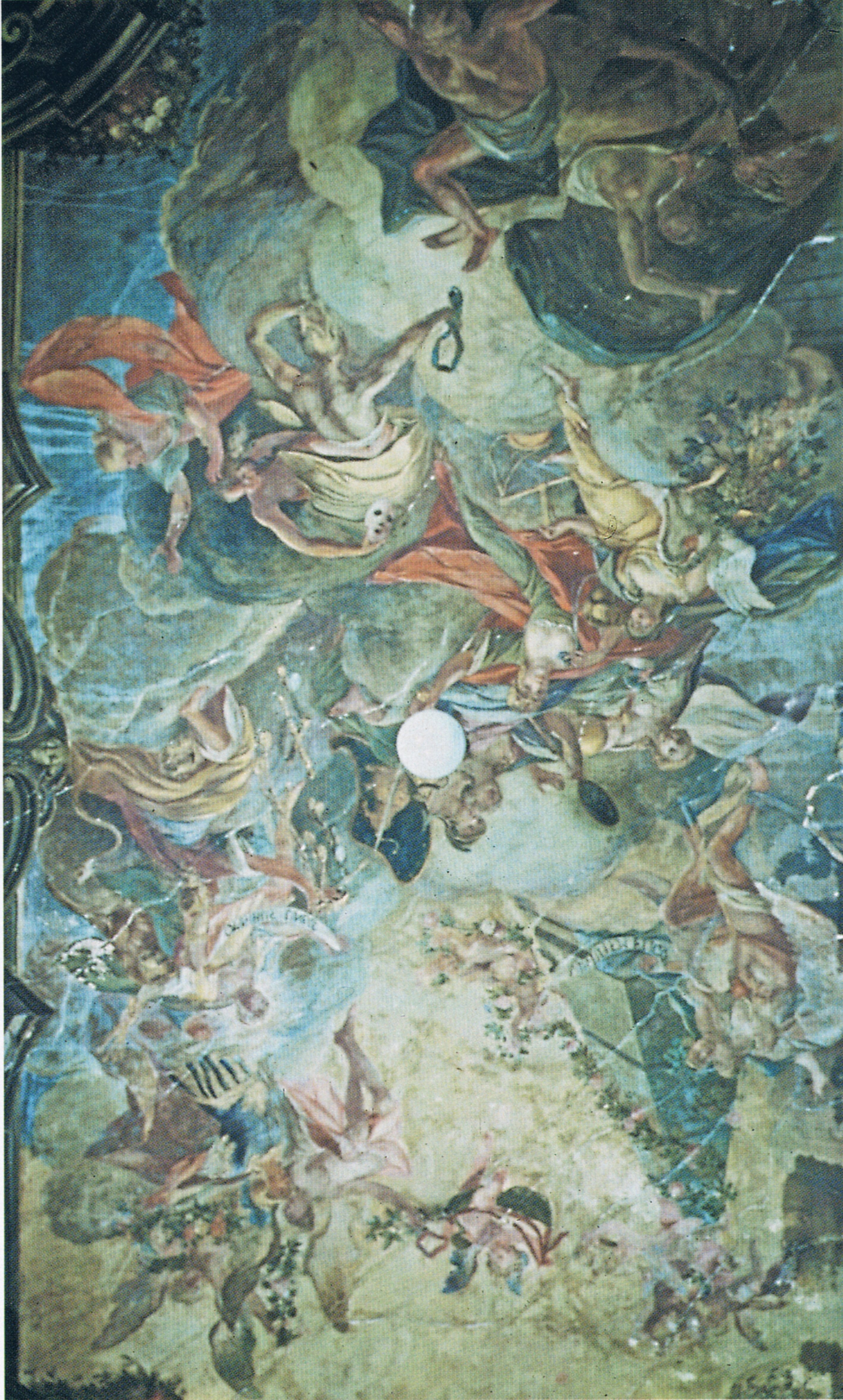
Giovanni Battista Innocenzo Colombo: Fresko über der Kaisertreppe im Frankfurter Römer erste Sporen auf deutschem Boden, Frankfurt am Main, 1741.

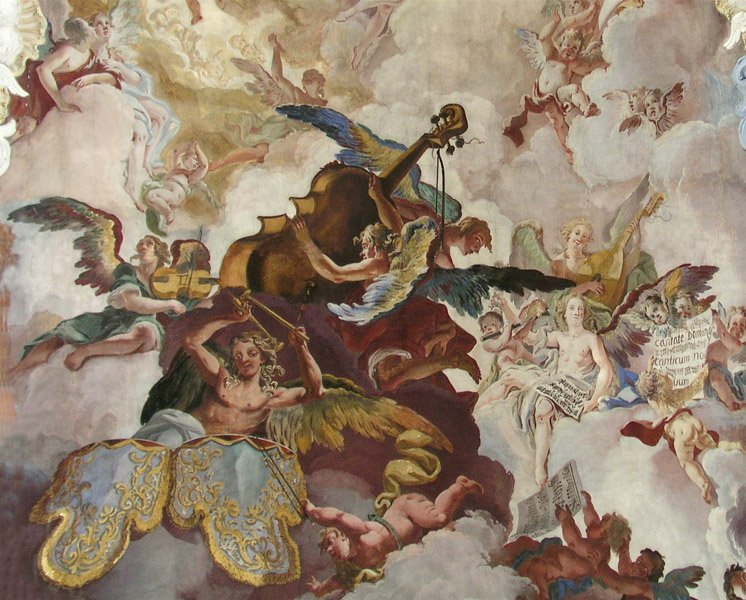
Giovanni Battista Innocenzo Colombo: Deckenfresko, Klosterkirche Uetersen

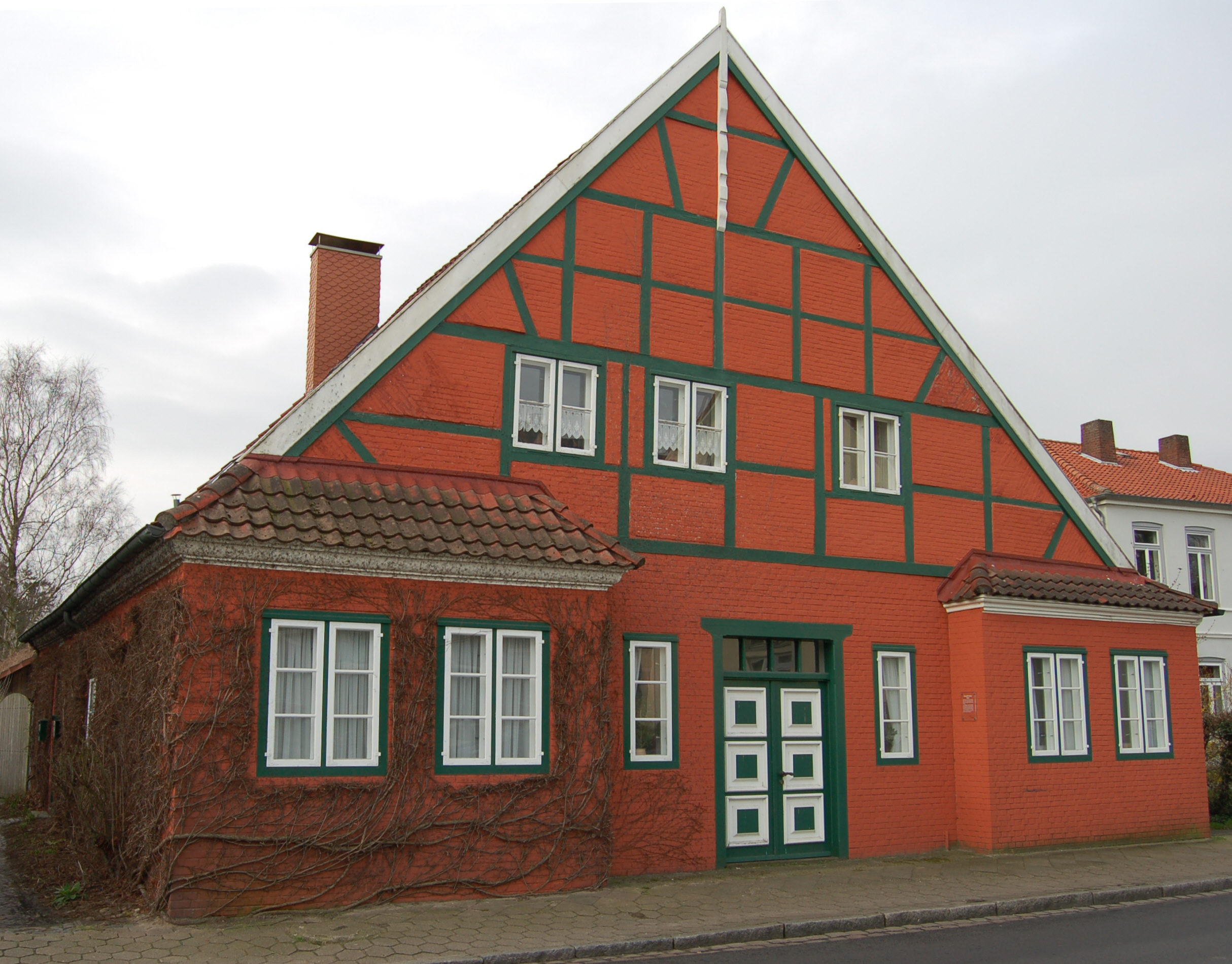
Wohnhaus von Giovanni Battista Innocenzo Colombo in Uetersen

Giovanni Battista Innocenzo Colombo (auch Giovanni Battista Innocenzo Colomba) (* 16. Dezember 1717 in Arogno; † 10. April 1801 ebenda) war ein Schweizer Architekt, Kirchenmaler und Bühnenbildner.

## Biographie
Colombo erlernte in Lugano die Kunst des Malens. Er war ein Schüler seines Onkels, Luca Antonio Colombo. Nachdem er einige Jahre im Tessin als Kunstmaler arbeitete, verliess er seine Heimat. In Deutschland arbeitete er dann u. a. in Ludwigsburg, wo er die Decke des Opernhauses dekorierte. Später zog er nach Braunschweig, Mainz, München und Frankfurt am Main. Dort war er im Palais Thurn und Taxis beschäftigt und schuf 1741 als 24-Jähriger in nur vier Wochen im Auftrag von Kaiser Karl VII das monumentale Fresco an der Kaisertreppe im Römer unter dem Thema Der Sieg der Tugend über die Untugend. 
1748 kam er nach Hamburg, wo er eine Anstellung als Theatermaler annahm, dort fand seine künstlerische Arbeit grossen Beifall. Dieser Ruhm drang auch in das nahegelegene Uetersen, wo er den Auftrag bekam, das Deckenfresko der Klosterkirche in Uetersen zu malen. Dort gestaltete der Künstler 1748/49 das als Das Engelkonzert oder auch als Die Verherrlichung der Dreieinigkeit bekannte Deckenfresko. Dieses Fresko ging später in die Kunstgeschichte ein: Da die Uetersener Auftraggeber ihm nicht den geforderten Preis zahlten, passte er seine Leistung dem niedrigen Preis an und malte daraufhin unspielbare Instrumente hinein.
Zur gleichen Zeit war er auch bei der höheren Uetersener Gesellschaft tätig, schuf dort einige Wandgemälde und verzierte die Villen mit Stuckarbeiten. Später wurde Colombo vom König von Hannover berufen, einige Kunstwerke für ihn zu schaffen; danach zog der Künstler weiter nach London. Später war der Maler fast zwei Jahrzehnte lang in Stuttgart als Baumeister und Porträtmaler für den Herzog von Württemberg tätig. Nach dieser Zeit zog es ihn wieder nach Italien und er stand in Diensten des Königs von Sardinien. Zum Ende seines Lebens kehrte er in seine alte Heimat zurück, wo er im Alter von 84 Jahren verstarb. Er ist Autor der illusionistischen Fresken im Oratorium della Beata Vergine von Valmara und anderen in der Pfarrkirche von Arogno.
Sein Gemälde Cascate del Reno, 1770–1780, ist in der Kantonale Pinakothek Giovanni Züst in Rancate zu sehen.